# IMHO VI
IMHO — подразделение группы Vi (ранее «Видео Интернешнл»), занимающееся продажей медийной рекламы в крупных интернет-порталах, электронных СМИ и тематических сайтах.
Компания основана в 1999 году как специализированное агентство по размещению рекламы в интернете. С июня 2001 года — член Ассоциации коммуникационных агентств России (АКАР, с 1993 по 2000 гг. — РАРА) В январе 2002 года агентство вошло в состав холдинга Видео Интернешнл (сейчас Регион Медиа).

## Продукты
- «Считалка» — инструмент автоматизации расчета стоимости рекламных кампаний для заказчиков.
- ВИМБ — автоматизированная система продажи рекламных возможностей Интернет-площадок.